# 堺市立深阪小学校
堺市立深阪小学校（さかいしりつ ふかさか しょうがっこう）は、大阪府堺市中区にある公立小学校。

## 沿革
堺市立西陶器小学校の学校規模が過大となってきたため、従来の同校の校区を分離して、堺市で91番目の市立小学校として1990年に開校した。
- 1990年4月 - 堺市立深阪小学校として開校。

## 通学区域
- 堺市中区 高蔵寺、竹城台1丁（一部）、田園（一部）、平井（一部）、深阪（一部）。

卒業生は堺市立平井中学校に進学する。

## 交通
- 南海泉北線 泉ケ丘駅から北へ約20分
- 南海バス田園バス停から西へ徒歩5分
  - 同 深井駅（東）2番乗り場から泉ケ丘駅行き、あみだ池行きで10分
  - 同 泉ヶ丘駅（北）4番乗り場から深井駅行きで約5分